# Atala (empresa)
Atala é um fabricante de bicicleta italiano, especializada em bicicletas de corrida. Foi fundada por Cesare Rizzato na cidade de Padova. A fabrica esta instalada atualmente na cidade de Monza. 
Como equipe de ciclismo, foi a vencedora do  Giro d'Italia de 1912.